# Liste des archevêques de Dakar
La liste des archevêques de Dakar établit dans l'ordre chronologique la liste des titulaires du siège archiépiscopal de l'archidiocèse de Dakar (Archidioecesis Dakarensis), au Sénégal.
Le vicariat apostolique de Sénégambie est créé le 6 février 1863, par scission du vicariat apostolique des Deux Guinées et Sénégambie.
Il change de dénomination le 27 janvier 1936 pour devenir le vicariat apostolique de Dakar.
Ce dernier est érigé en archidiocèse le 14 septembre 1955.

## Vicaires apostoliques
- 6 février 1863-† 11 octobre 1872 : Aloyse Kobès, vicaire apostolique de Sénégambie.
- 22 août 1873-† 29 décembre 1875 : Jean-Claude Duret, vicaire apostolique de Sénégambie; cumule ce siège avec celui de la préfecture apostolique du Sénégal qu'il occupait depuis 1856.
- 20 juin 1876-18 juin 1883 : François-Marie Duboin, vicaire apostolique de Sénégambie; cumule ce siège avec celui de la préfecture apostolique du Sénégal.
- 23 novembre 1883-† 23 juillet 1886 : François-Xavier Riehl, vicaire apostolique de Sénégambie; cumule ce siège avec celui de la préfecture apostolique du Sénégal.
- 19 juillet 1887-† 22 janvier 1889 : Mathurin Picarda, vicaire apostolique de Sénégambie; cumule ce siège avec celui de la préfecture apostolique du Sénégal qu'il occupait depuis le 14 juillet 1887.
- 30 juillet 1889-15 septembre 1898 : Magloire-Désiré Barthet, vicaire apostolique de Sénégambie; cumule ce siège avec celui de la préfecture apostolique du Sénégal qu'il occupait depuis le 15 avril 1889 jusqu'au 15 mars 1898, date à laquelle un préfet apostolique distinct est nommé à Saint-Louis.
- 6 juin 1899-† 13 juin 1900 : Joachim-Pierre Buléon, vicaire apostolique de Sénégambie; cumule ce siège avec celui de la préfecture apostolique du Sénégal.
- 27 février 1901-† 20 mars 1908 : François-Nicolas-Alphonse Kunemann, vicaire apostolique de Sénégambie; cumule ce siège avec celui de la préfecture apostolique du Sénégal.
- 13 février 1909-† 12 janvier 1920 : Hyacinthe-Joseph Jalabert, vicaire apostolique de Sénégambie; cumule ce siège avec celui de la préfecture apostolique du Sénégal.
- 22 avril 1920-† 25 décembre 1954 : Louis Le Hunsec, vicaire apostolique de Sénégambie; cumule ce siège avec celui de la préfecture apostolique du Sénégal à partir du 26 juin 1920.
- 24 janvier 1927-12 décembre 1946 : Auguste Grimault (Auguste François Louis Grimault), vicaire apostolique de Sénégambie, puis vicaire apostolique de Dakar (27 janvier 1936), démissionnaire à la Libération à la demande de De Gaulle.
- 12 juin 1947-14 septembre 1955 : Marcel Lefebvre (Marcel François Lefebvre), également évêque titulaire d'Anthédon (de)

## Archevêques
- 14 septembre 1955-23 janvier 1962 : Marcel Lefebvre (Marcel François Lefebvre), promu archevêque.
- 24 février 1962-2 juin 2000 : cardinal (24 mai 1976) Hyacinthe Thiandoum
- 2 juin 2000-22 décembre 2014 : cardinal (24 novembre 2007) Théodore-Adrien Sarr
- 22 décembre 2014-22 février 2025 : Benjamin Ndiaye
- depuis le 22 février 2025 : André Gueye

## Galerie de portraits

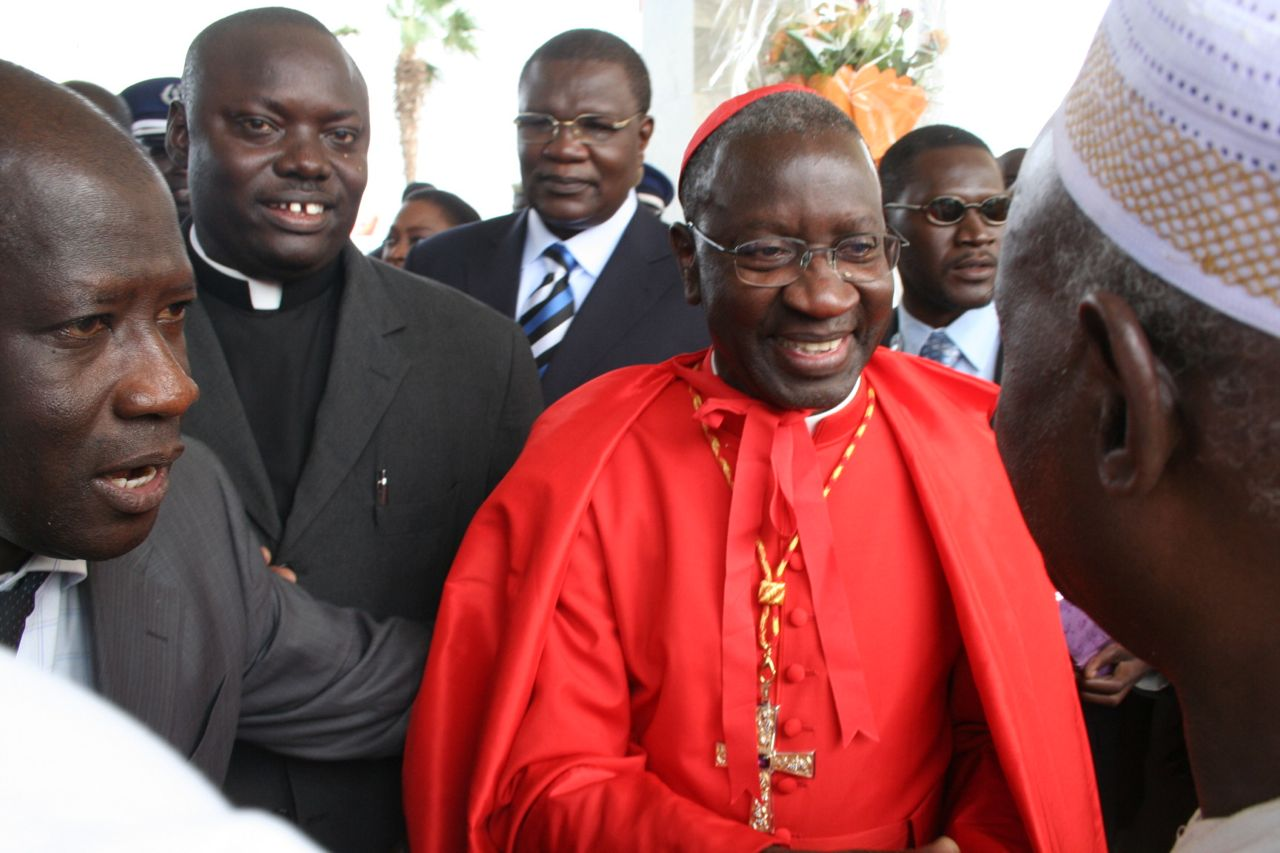
Théodore-Adrien Sarr (2000-2014)
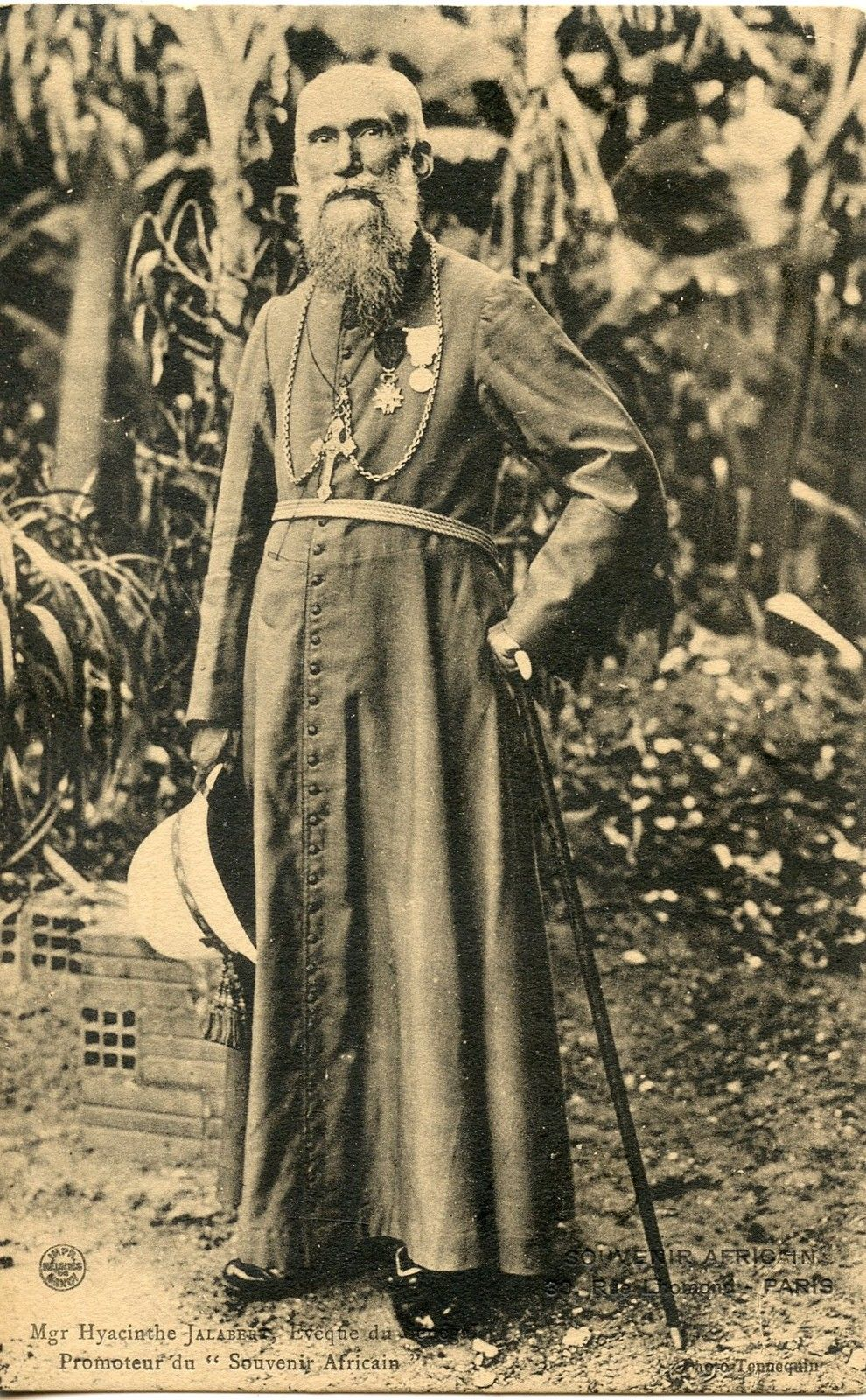
Mgr Jalabert (1854-1920) qui lança le projet de la cathédrale du Souvenir Africain (cathédrale de Dakar).

## Articles liés
- Archidiocèse de Dakar
- Cathédrale du Souvenir africain de Dakar

## Sources
- Fiche de l'archidiocèse sur le site catholic-hierarchy.org